# اورینیکا ولاسکز
اورینیکا ولاسکز (انگلیسی: Oriánica Velásquez؛ زادهٔ ۱ اوت ۱۹۸۹) بازیکن فوتبال اهل کلمبیا است.
وی همچنین در تیم ملی فوتبال تیم ملی فوتبال زنان کلمبیا بازی کرده‌است.
وی در مسابقات کشوری و بین‌المللی در مجموع برندهٔ ۱ مدال طلا شده‌است.